# Johann Carl Cirsovius
Johann Carl Cirsovius (* 9. Februar 1745 in Glückstadt; † 1. März 1813 in Bramstedt) war ein deutscher Jurist und Gründer der Kieler Spar- und Leihkasse.

## Leben und Wirken
Johann Carl Cirsovius stammte aus der Familie Cirsovius. Er war ein Sohn des Juristen Leopold August Cirsovius und dessen erster Ehefrau Dorothea Friederike, geborene Stammetz. Im Kindesalter zog er mit seiner Familie nach Kiel, wo er Privatunterricht bekam. Ab dem Herbst 1761 studierte er Jura an der Universität Kiel. Im Frühjahr 1764 ging er an die Theologische Fakultät der Universität Göttingen. Zeitpunkt und Ort seiner Examen sind nicht dokumentiert, ebenso die ersten beruflichen Stationen.
Cirsovius muss früh als Jurist gearbeitet haben. Die Großfürstliche Regierung, die über das turnusmäßige Vorschlagsrecht verfügte, ernannte ihn im Oktober 1770 zum Landgerichtsnotar. Die Königliche Regierung stimmte im Folgemonat ebenfalls zu. Das nur für Holstein zuständige Landgericht tagte abwechselnd in Kiel und Rendsburg. 1779, nachdem ganz Holstein in königlichen Besitz übergangen war, verlegte es seinen Sitz nach Glückstadt. Cirsovius lebte vermutlich trotzdem weiterhin in Kiel.
1781 folgte Cirsovius auf seinen erkrankten Vetter Adolf Friedrich Gramkow als Kassierer der Schleswig-Holsteinischen Ritterschaft. 1791 wurde er zu deren Landsyndikus erwählt. Dieses Amt hatte bereits sein Vater übernommen. Da dies mit seiner Tätigkeit als Landgerichtsnotar in Konflikt stand, beendete er diese. Stattdessen konzentrierte er sich auf das Landsyndikat und arbeitete darüber hinaus als Justitiar der Güterdistrikte Kiel und Oldenburg.
Als Gründungsmitglied der „Gesellschaft freiwilliger Armenfreunde“ in Kiel machte sich Cirsovius besonders verdient. 1796 schlug er vor, eine Spar- und Leihkasse einzurichten. Diese sollte insbesondere den Unterschichten der Bevölkerung offenstehen und deren Armut lindern. Er selbst übernahm den Vorsitz einer unverzüglich geschaffenen Sparkassenkommission. Er brachte eine ererbte Stadtobligation über 1000 Reichstaler ein, die die Sicherheit der Spareinlagen gewährleisten sollte. Die Sparkasse eröffnete am 1. Juli 1796 mit Cirsovius als ehrenamtlichem Kassierer. Im März 1799 kam eine Leihkasse hinzu, die einen hauptamtlichen Mitarbeiter erforderlich machte.
1801 verließ Cirsovius als letzter Angehöriger der einstigen Sparkassenkommission die Spar- und Leihkasse. 1802 spendete er ein Legat für „würdige Dienstmädchen“. 1803 wurde er erneut in die Kommission der Sparkasse gewählt. Ein Jahr später ärgerte er sich offensichtlich über die Ausrichtung der Geschäftsführung unter Pastor Gerhard Holst, die er für instabil hielt. Daher bat er, die von ihm geleistete Obligation zurückzuzahlen. Ab 1804 bekam er zunehmend gesundheitliche Probleme und besuchte daher nur noch selten Sitzungen der Gesellschaft freiwilliger Armenfreunde. 1806 trennte er sich von dem Landsyndikat und verließ im Folgejahr die Sparkassenkomission.
1809 verlegte Cirsovius seinen Wohnsitz nach Plön. 1810 stiftete er gemeinsam mit dem Kieler Advokaten Meyer Isaac Schiff einen Preis für den besten Zeichenschüler der Kieler Freischule. Im letzten Lebensjahr wohnte er bei seinem Sohn Leopold August in Bramstedt, der dort als Kirchspielvogt arbeitete.
Cirsovius wurde 1773 zum Kanzleirat ernannt.

## Familie
Am 10. September 1772 heiratete Cirsovius in Kiel Margaretha Christina Paustian († 14. Juli 1773). Ihr Vater Jacob Bernhard Paustian (1768–1796) arbeitete als Amtschreiber in Trittau. Aus dieser Ehe ging ein Sohn hervor.
In zweiter Ehe heiratete Cirsovius im Juli 1774 Juliane Christine von Derwiese († 16. April 1804). Ihr Vater Johann Adolph von Derwiese arbeitete als großfürstlicher Etatsrat und gehörte von 1763 bis 1773 der Justizkanzlei in Kiel an. Aus Cirsovius zweiter Ehe stammten eine Tochter und zehn Söhne. Einer seiner Enkel war der Organist Leopold Iwan Cirsovius.